# Fuga do Planeta dos Macacos
Escape from the Planet of the Apes (no Brasil, Fuga do Planeta dos Macacos, ou A Fuga do Planeta dos Macacos; em Portugal e nos PALOP, Fuga do Planeta dos Macacos) é um filme estadunidense de 1971 (o terceiro da série Planeta dos Macacos), dos gêneros ficção científica, ação e aventura, dirigido por Don Taylor, com roteiro de Paul Dehn baseado nos personagens criados por Pierre Boule.

## Sinopse
Durante a explosão da Terra, os chimpanzés Cornelius (Roddy McDowall), Zira (Kim Hunter) e Milo (Mineo) estavam a bordo da antiga nave de Taylor, por eles consertada. A explosão causou uma pane nos sistemas da nave e fez com que ela voltasse no tempo, para o ano de 1973. Os chimpanzés são descobertos e levados a um zoológico, onde o Dr. Milo é assassinado por um gorila. Então, Cornelius e Zira vão morar num hotel, onde são descobertos e acolhidos pela sociedade mundial. Porém, ao descobrir que o mundo no futuro será dominado por macacos, o Dr. Otto Hasslein (Eric Braeden), membro do governo, apoia a ideia de assassinato do casal. Sua ideia se fortalece ainda mais quando é revelado que a fêmea, Dra. Zira, está grávida, e uma eletrizante caçada é promovida, o clímax do filme acontece em um cargueiro abandonado.

## Elenco
- Roddy McDowall - Cornelius
- Kim Hunter - Zira
- Bradford Dillman - Dr. Lewis Dixon
- Natalie Trundy - Dr. Stephanie Branton
- Eric Braeden - Dr. Otto Hasslein
- William Windom - Presidente
- Sal Mineo - Dr. Milo
- Albert Salmi - E-1
- Jason Evers - E-2
- John Randolph - Chairman
- Harry Lauter - General Winthrop
- M. Emmet Walsh - Aide
- Roy Glenn - Lawyer
- Peter Forster - Cardinal
- Norman Burton - Oficial do exército
- William Woodson - Oficial da marinha
- Tom Lowell - Orderly
- Gene Whittington - Capitão da marinha
- Donald Elson - Curator
- Bill Bonds - Apresentador de noticiário de TV
- Army Archerd - Referee
- James Bacon - General Faulkner
- Ricardo Montalbán - Armando